# Eternal Darkness
Eternal Darkness: Sanity's Requiem (2002) är ett skräckspel med psykologiska inslag som först planerades att släppas till Nintendo 64, men som senare kom att bli en Gamecube-exklusiv titel. Spelet inspireras bland annat av H.P. Lovecrafts verk. Spelet är utgivet av Nintendo och utvecklat av den kanadensiska studion Silicon Knights.

## Handling
Spelet ses ur den kvinnliga protagonisten Alex Roivas synvinkel. Hon återvänder till Rhode Island efter att ha fått reda på att hennes morfar råkat ut för en olycka. Väl framme får hon reda på att han har blivit mördad och halshuggen av okänd orsak. Alex finner snart en bok kallad Tome of Eternal Darkness, och får ta del av ett tiotal personers öden, spridda över två tusen år. Gemensamt är att de alla haft kontakt med samma bok, att de ofta går ett dystert öde till mötes samt att de alla har funnit mörka hemligheter. Alex Roivas får senare reda på att hon är den sista ättlingen till en släkt som slagits mot det eviga mörkret i flera generationer.
Berättelsen om Alex Roivas är under största delen av spelet en ramberättelse där spelaren får genomleva de olika livsöden som finns beskrivna i "The Tome of Eternal Darkness". Ju längre in i spelet man kommer, desto tydligare blir sambandet mellan en försvunnen centurion under antiken och en brutalt mördad gammal man år 2000. Handlingen är mycket större än bara en serie livsöden, den handlar om en kamp mot mörkret där enskilda individer, som av en slump, kommer en mörk hemlighet på spåren och tvingas kämpa för hela mänskligheten.